# Adelsö-Munsö församling
Adelsö-Munsö församling är en församling i Ekerö pastorat i Birka kontrakt i Stockholms stift i Svenska kyrkan. Församlingen ligger i Ekerö kommun i Stockholms län.
Församlingen består av Munsön, Adelsö, Björkö (med Birka), Kurön, Tofta holmar och ett antal mindre holmar och skär.

## Administrativ historik
Församlingen bildades 2006 genom sammanslagning av Adelsö församling och Munsö församling.

## Kyrkor
- Adelsö kyrka
- Ansgarskapellet
- Munsö kyrka